# Чилам Балам (књига)
Књиге Чилам Балам (мај. Chilam Balam), у дословном преводу Књига Пророка Јагуара, збирка старих текстова на језику Маја.

## Историја текста
Књига се састоји из две збирке текстова на мајанском језику. Прву, под називом Чилам Балам. Делови и фрагменти старих рукописа на језику Маја, је сакупио и записао Др Херман Берендт у Мериди на Јукатану 1868, а другу, под називом Перезов Кодекс, сакупио је и преписао Хуан Пио Перез 1870. године, такође у Мериди. Обе збирке је са мајанског на енглески превео Др Данијел Гарисон Бринтон, професор америчке археологије и лингвистике на Универзитету Пенсилванија, и издао их 1882. под насловом Мајанске хронике.
У ова два рукописа су садржани сви познати фрагменти историјских списа Маја. Они у исто време чине главни део све постојеће књижевности Маја. Наслов Чилам Балам није властито име већ титула класе свештеника. Вероватно је свако село на Јукатану, током века након освајања, поседовало књигу на коју је примењен овај наслов и коју је саставио домаћи свештеник који је научио да користи шпанско писмо. Који су извори ових збирки и у којој мери књиге представљају књижевна дела свештенства након освајања не може се рећи, али постоје докази да су оригинални списи који су послужили као узори и извори ових збирки писани у данима пре освајања хијероглифским писмом мајанске културе, па су стога чиниле део великог корпуса античке књижевности која је страдала у општој катастрофи која је задесила мајанску цивилизацију после доласка Европљана.